# جوناثان جيريمياه
جوناثان جيريمياه (بالإنجليزية: Jonathan Jeremiah)‏ هو موسيقي وكاتب أغاني ومغني بريطاني، ولد في 1980 في لندن الكبرى في المملكة المتحدة.

## وصلات خارجية
- الموقع الرسمي
- جوناثان جيريمياه على موقع IMDb (الإنجليزية)
- جوناثان جيريمياه على موقع ميوزك برينز (الإنجليزية)
- جوناثان جيريمياه على موقع ديسكوغز (الإنجليزية)